# Cosmopolitism
Termenul cosmopolitism (din limba greacă kosmos: univers și polis: oraș) a fost, la origine, o concepție din epoca de criză a sclavagismului grec și roman, care promova ideea „cetățeniei universale”. 
Prin extensie, termenul desemnează ideea care neagă concepte precum suveranitatea națională, națiunea, patriotismul sau etnicitatea și pledează pentru crearea unei societăți globale și supranaționale. O persoană care aderă la ideea de cosmopolitism se numește cosmopolit. Cosmopolitismul se poate afirma pe mai multe planuri. El poate avea la origine ideea de guvern global sau se poate referi doar la relațiile morale, economice sau politice dintre națiuni sau indivizi din diferite națiuni. 
Elemente de cosmopolitizare ale societății apar ca efecte colaterale ale procesului de globalizare.
Cosmopolit este acela care se poate imagina și raporta în contextul unor alți oameni, a unei alte culturi, fară să își piardă propriul punct de vedere; iar aceasta înseamnă de multe ori dezvoltarea acelui tip de politică personală ce depășește granițele unei singure tradiții. 

## În România
Mihai Eminescu scria că „Cosmopolitismul e o simulațiune și nimic alta, el n-a fost niciodată un adevăr. Străinii care au interese personale în Țara Românească de es., vor simula totdeauna cosmopolitismul, pentru că, declarându-și adevăratele lor simțiri, ar putea să pericliteze interesele lor individuale”.
Bogdan Petriceicu Hasdeu era de părere că nerespectarea naționalismului conduce spre cosmopolitism, adică spre decădere și spre pierzanie, precizând că: „Cosmopolitismul s-a născut printr-o consecință firească în Elveția și-n Statele Unite, precum acțiunea climatologică naște în Egipt ciumă și lăcustă”. 

#### Perioada comunistă
În viziunea puterii comuniste din România socialistă, „cosmopolitismul” (ca opus al „naționalismului”), era nociv deoarece “propagă indiferența față de patrie, neîncrederea în capacitatea creatoare a propriului popor, disprețul față de tradițiile și de cultura națională; ca idee politică promovează ideea neștiințifică și diversionistă a renunțării la suveranitatea națională, lansând proiecte de creare a unui stat sau guvern mondial”.
De asemenea, deoarece "alianța sacră a capitaliștilor din toate țările, deasupra intereselor patriei, pentru a lupta împotriva celor ce muncesc", ar fi "adevăratul conținut al cosmopolitismului burghez", toți scriitorii indezirabili din punctul de vedere al propagandei comuniste erau taxați drept cosmopoliți.  Modernismului capitalist și cosmopolitismului trebuia să i se opună realismul socialist.  Această direcție a fost întărită de Leonte Răutu, în calitatea sa de membru al Comitetului Central al P.M.R., într-un text publicat în revista „Lupta de clasă” nr. 4/1949, cu titlul „Împotriva cosmopolitismului și obiectivismului burghez în științele sociale”. Prin cosmopolitism, în lucrare se înțelegea „ploconirea slugarnică în fața culturii burgheze, imperialiste”.
Nu numai scriitorii erau cenzurați, ci și compozitorii. Astfel, în revista Muzica cu nr. 1, din 1950, care avea pe copertă portretul lui Stalin, compozitorul Matei Socor scria în „Cuvânt înainte” că trebuie pornită o luptă deschisă împotriva influențelor cosmopolite ale ideologiei imperialiste și militat pentru eliminarea formalismului și cosmopolitismului în arta muzicală.
În iunie 1949, redactorii de la Revista de Oftalmologie au fost acuzați de „cosmopolitism” pentru că publicaseră articole de autori occidentali.
În 1952, Gheorghe Gheorghiu-Dej a inițiat un val de epurări politice la vârful PMR, inspirat de procese similare orchestrate în URSS. În cadrul acestui val, liderii staliniști Ana Pauker, Teohari Georgescu, Vasile Luca și unii din apropiații lor au fost arestați sub mai multe acuzații, între care și cea de „cosmopolitism”.
În Tezele din iulie, enunțate de Nicolae Ceaușescu într-un discurs ținut în fața Comitetului Executiv al Partidului Comunist Român (PCR), pe data de 6 iulie 1971, se prevedea, între altele că: O atenție deosebită va trebui acordată activităților cultural-educative și distractive în rîndurile tineretului și în special ale elevilor și studenților, combătînd manifestările de cosmopolitism, diferitele mode artistice împrumutate din lumea capitalistă. 